# 1336 Зеландія
1336 Зеландія (1336 Zeelandia) — астероїд головного поясу, відкритий 9 вересня 1934 року.
Тіссеранів параметр щодо Юпітера — 3,300.
Названо на честь Зеландії (нід. Zeeland) — провінції на південному заході Нідерландів.